# فری دست‌قشنگ
فری دست‌قشنگ فیلمی به کارگردانی مهدی فخیم‌زاده و نویسندگی مهدی فخیم‌زاده و میلاد محصول سال ۱۳۵۶ است.

## خلاصه داستان
جوان بيليارد بازی به نام فری دست قشنگ در انتظار بازگشت دختر محبوبش پری از فرنگ است تا با او ازدواج كند. مردی به نام ايرج، كه پری را هنگام بازگشت به ايران همراهی می كند، تصميم دارد با پری ازدواج كند. ايرج، كه در ايران همسر دارد و ثروت او را تصاحب كرده، در فرودگاه بازداشت می شود. پری، كه از ايرج آبستن است، روی بازگشت به خانه ی پدرش را ندارد، و با فری و دوست راننده اش مهدی آشنا می شود. فری و پری، كه يكديگر را نمي شناسند، به هم دل می بازند.

## بازیگران
- مهدی فخیم‌زاده
- منوچهر وثوق
- شورانگیز طباطبایی
- بهرام وطن‌پرست
- رفیع حالتی
- عزت‌الله مقبلی
- محمدتقی کهنمویی
- عباس ناظری نیک
- فرخ‌لقا هوشمند
- عاطفه کریمی
- محمود لطفی‌